# Вабольская волость
Вабольская волость (латыш. Vaboles pagasts) — одна из 25 волостей Аугшдаугавского края Латвии. Административным центром волости является село Ваболе.